# Барон Трамп
Барон Вилијам Трамп (енгл. Barron William Trump; Менхетн, Њујорк, 20. март 2006) је најмлађи син председника САД Доналда Трампа и његово једино дете са трећом супругом, Меланијом.

## Одрастање и школовање
Барон Трамп је рођен 20. марта 2006. године у Њујорку, a крштен у мају исте године у епископалној цркви у Палм Бичу на Флориди. Једино је дете његовог оца Доналда са трећом супругом Меланијом и одрастао је у Трамповој кули на Менхетну, где је похађао елитну припремну школу "Колумбија".
Када је 2017. његов отац преузео дужност председника, Барон и његова мајка су на Менхетну остали до краја његове текуће школске године. У јуну, он и мајка Меланија су се преселили у Белу кућу и он се уписао у приватну школу "Свети Андреј" у Потомаку, Мериленд.
У августу 2017. године, новинар The Daily Caller, Форд Спрингер, у тексту је критиковао тада једанаестогодишњег Барона због "лежерног" стила облачења, рекавши да је "Крајње време да почне да се облачи као председников син". Текст је изазвао оштре критике, а у Баронову одбрану је, између осталог, стала и Челси Клинтон, ћерка бившег америчког председника Била Клинтона, која је тада рекла да је "Крајње време да медији оставе Барона на миру и пусте га да има детињство које заслужује."
Када је 2021. године његов отац напустио Белу кућу и преселио се на Флориду, најпре завршио школску годину у Потомаку, а затим отишао на Флориду и уписао се на Оксбриџ академију, приватну припремну школу за колеџ у Вест Палм Бичу на Флориди. Према речима његовог оца, Барон рамишља о похађању универзитета Пенсилванија, где је и он студирао.
Поред енглеског, Барон течно говори и словеначки језик.

## Политичке активности
У мају 2024. године, Барон је изабран да као члан републиканске делегације Флориде присуствује Републиканској националној конвенцији 2024, што би био његов први улазак у политику. Међутим, Меланија Трамп је касније рекла да је њен син одбио позив, наводећи "обавезе" као разлог.
У јулу 2024. године добио је овације публике присуствујући предизборном митингу свог оца на Флориди.

## Породица
Барон има још четворо полу-браће и полу-сестара из прва два брака његовог оца, од којих је млађи између 13 и 29 година; Доналда Млађег, Ерика, Иванку и Тифани. Стриц је постао још као беба и данас има 6 нећака и 4 нећаке.